# Laserchirurgie
Laserchirurgie umfasst verschiedene chirurgische Methoden, bei denen zur Gewebedurchtrennung Lasertechnologie (statt zum Beispiel ein Skalpell) genutzt wird. Mögliche Vorteile hierbei sind gewebesparender Einsatz, synchrone Verödung von Blutgefäßen und höhere Genauigkeit.

## Physikalische Grundlagen
Laserstrahlen entsprechen elektromagnetischen Wellen, die sich vom herkömmlichen Licht durch hohe Intensität, einen limitierten Frequenzbereich, eine scharfe Bündelungsmöglichkeit und eine große Kohärenzlänge unterscheiden. Nach dem Prinzip der stimulierten Emission werden die Strahlen in einem Lasergenerator als optische Verstärkung in resonanter Rückkopplung erzeugt. Es existieren Festkörperlaser, Halbleiterlaser, Farbstofflaser und Gaslaser.

## Geschichte
Die ersten medizinischen Anwendungen von Lasern fanden direkt nach ihrer Erfindung im Jahr 1960 im Bereich der Augenheilkunde statt. In den nächsten Jahren wurden weitere Bereiche erschlossen.

## Anwendungsgebiete

### Augenchirurgie
- Um refraktive Fehler zu behandeln werden verschiedene Laserarten verwendet. Bei der Augenlaserchirurgie wird ein Messer benutzt, um die Hornhaut des Auges teilweise zu lösen. Mit dem Laser können dann refraktäre Fehler korrigiert werden. Bei der photoreaktiven Keratectomie werden Trübungen und Oberflächenfehler von der Cornea entfernt. Gefäße werden mittels Laserkoagulation kauterisiert. Weiterhin können Laser verwendet werden, um Risse in der Retina zu behandeln.

### Gefäßchirurgie, Urologie, endoskopische Nutzung
- In verschiedenen Teilgebieten der Medizin wird der Laser auch zur Abtragung benigner und maligner Läsionen genutzt. Hierbei können zum Beispiel Tumoren in den Bronchien mit dem Laser abgetragen und so eine Wiedereröffnung der Luftwege erreicht werden. Zusätzlich kann bei unterschiedlichsten Blutungsquellen (endobronchial, endoösophageal) durch die hohe Energie des Lasers ein Verschluss des Blutgefäßes bewirkt werden.

### Thoraxchirurgie
- Haupteinsatzgebiet des Lasers in der Thoraxchirurgie ist die gewebeschonende Entfernung von Lungenmetastasen von Tumoren unterschiedlichster Primärlokalisation[1]. Weitere Einsatzmöglichkeiten sind die Parenchymdurchtrennung bei anatomischen Segmentresektionen, Entfernung von Tumoren der Brustwand[2] sowie die Abrasion der Pleura parietalis.

### Metastasenchirurgie
- Indikation: Die Lunge ist eines der häufigsten Organe, in welches Tumoren anderer Primärlokalisation metastasieren können. Verschiedene Studien haben gezeigt, dass für ausgewählte Patienten die Entfernung dieser Metastasen einen prognostisch positiven Wert hat.[3] Führende Prinzipien sind Verlängerung des Überlebens sowie potentielle Heilung. Zusätzlich hat die Resektion von Lungenmetastasen zur Histologiegewinnung (zum Beispiel für eine erneute Rezeptorbestimmung im Rahmen einer Brustkrebserkrankung)[4] einen hohen Stellenwert. Letztendlich existieren verschiedene Tumorentitäten, die auf keine andere (z. B. systemische Chemo-)Therapie ansprechen, sodass die Entfernung mittels Laserchirurgie die einzige verbleibende Option darstellt. Vor allem bei multiplen Rundherden wäre der Verlust von normalem Lungengewebe mit anderen Resektionsmethoden (z. B. anatomische Segment- oder Lappenresektionen, Keilresektionen mittels Stapler-Technologie) sehr groß. Durch die Nutzung des Lasers können die Metastasen mit einem minimalen Verlust funktionaler Lunge entfernt werden[5]. Die Anzahl der potentiell resezierbaren Rundherden ist als durch die Lasertechnik deutlich gestiegen.[6] Zusätzlich besteht nach Laseroperation eine bessere postoperative Lungenfunktion.
- Im Gegensatz zur ablativen interventionellen Radiologie, bei der Lungenmetastasen durch Strahlung oder Hitze zerstört werden, bietet die Laserchirurgie zusätzlich die Möglichkeit der histologischen Untersuchung des entfernten Materials.
- Voraussetzungen:
  - Der Primärtumor (z. B. Darm-, Brust- oder Nierenkrebs) sollte vollständig (kurativ) behandelt sein bzw. potentiell entfernbar sein. Alle im CT sichtbaren Lungenrundherde sollten technisch resektabel sein. Es konnte gezeigt werden, dass ein prognostischer Wert der Metastasenchirurgie nur bei vollständiger Entfernung aller Metastasen besteht[7]. Sollten außerhalb des Brustkorbes ebenfalls Metastasen bestehen, sollten auch diese prinzipiell therapierbar sein.
  - Zusätzlich muss der Patient über eine ausreichend gute Lungenfunktion verfügen, die eine Operation in Einlungen-Beatmung ermöglicht.

## Diagnostik
Grundlegend für die Planung hinsichtlich Lokalisation und Anzahl der Metastasen ist die Durchführung einer Computertomografie des Thorax. Diese sollte für die Durchführung der Operation nicht älter als 4–6 Wochen sein. Mit anderen Untersuchungen (z. B. Szintigrafie, Abdomen-CT etc.) sollten andere Tumormanifestationen ausgeschlossen bzw. als prinzipiell kurabel bewertet sein. Bei einzelnen Tumorarten (z. B. Mammakarzinom) kann eine präoperative Bronchoskopie zum Ausschluss von Schleimhautmetastasen sinnvoll sein.
Letztendlich müssen aktuelle Lungenfunktions- und Belastungsuntersuchungen vorliegen.

## Methode
Für die vollständige Entfernung aller pulmonalen Rundherde ist meist eine Thorakotomie, also eine Eröffnung des Brustkorbes notwendig. Dies geschieht meist zunächst einseitig, prinzipiell können Metastasen aber auch gleichzeitig beidseits entfernt werden. Im normalen Vorgehen werden jedoch bei beidseitigem Befall beide Lungen sequentiell im Abstand von ca. 6–8 Wochen operiert.
Die Lunge wird dann mit den Fingern durchgetastet, sodass alle Rundherde korrespondierend zum zuvor angefertigten CT identifiziert werden können. Hierbei finden sich häufig weitere, in der Bildgebung nicht sichtbare, Knötchen und Veränderungen.
Nach Identifikation werden die Rundherde dann einzeln aus dem normalen Lungenparenchym „herausgeschnitten“, wobei aufgrund der Punktgenauigkeit des Lasers nur ein schmaler Saum gesunden Gewebes mitreseziert werden muss. Die entstandenen Laserhöhlen im Lungengewebe werden abschließend mittels auflösender Fäden verschlossen.
Prinzipiell ist eine Entfernung von Rundherden bei peripherer Lage auch mittels eines endoskopischen Zugangs möglich, Erfahrungen in dieser Technik bestehen in den entsprechenden Zentren.
Ein weiterer Bestandteil der Metastasenchirurgie über eine Thorakotomie, ist die gleichzeitige Möglichkeit Lymphknoten des Mittelfellraumes zu entfernen. Der eventuelle Befall dieser Lymphknoten kann je nach Primärtumorlokalisation ein weiterer Prognosemarker sein, dies ist jedoch Gegenstand anhaltender Forschung und Diskussion.
Sollten im weiteren Verlauf nach erfolgter Laserchirurgie erneut Metastasen ein- oder beidseitig auftreten, ist eine erneute Re-Operation prinzipiell möglich. Einflussfaktoren für die erneute Entscheidung zur Operation hierbei sind wiederum die Lungenfunktion sowie der zeitliche Abstand bzw. allgemeine Krankheitsprogress. Für z. B. das kolorektale Karzinom konnten jedoch verlängerte Überlebenszeiten durch wiederholte Metastasenresektionen gefunden werden.

## Erforderliche Sicherheitsmaßnahmen in der medizinischen Nutzung
Bei Nutzung eines Lasergerätes im Operationssaal sind bestimmte Sicherheitsmaßnahmen zu beachten. Diese sind zum Teil gesetzlich geregelt und beziehen sich auf Patienten- und Mitarbeitersicherheit.
1. Warnhinweise am Eingang zum Operationssaal, bei Inbetriebnahme beleuchtet
2. Schutz der Patientenaugen durch Schutzkappen (Anästhesie)
3. Schutz der Mitarbeiteraugen durch auf das Laserspektrum angepasste Schutzbrillen (mit zusätzlichem seitlichen Schutz)
4. Vermeiden reflektierender Flächen im Raum